# Chionographideae
Chionographideae, es una tribu de plantas herbáceas perteneciente a la familia Melanthiaceae.
Los géneros Chionographis, Chamaelirium, y Zerophyllum representan linajes aislados dentro de la familia.

## Géneros
- Chamaelirium - Chionographis